# لوکاس بولز
لوکاس بولز (انگلیسی: Lucas Bols) شرکت صنایع غذایی هلندی است، که در زمینه تولید نوشیدنی‌های الکلی فعالیت می‌کند.